# Clyde Tolson
Pour les articles homonymes, voir Tolson.
 (septembre 2011).
Si vous disposez d'ouvrages ou d'articles de référence ou si vous connaissez des sites web de qualité traitant du thème abordé ici, merci de compléter l'article en donnant les références utiles à sa vérifiabilité et en les liant à la section « Notes et références ».

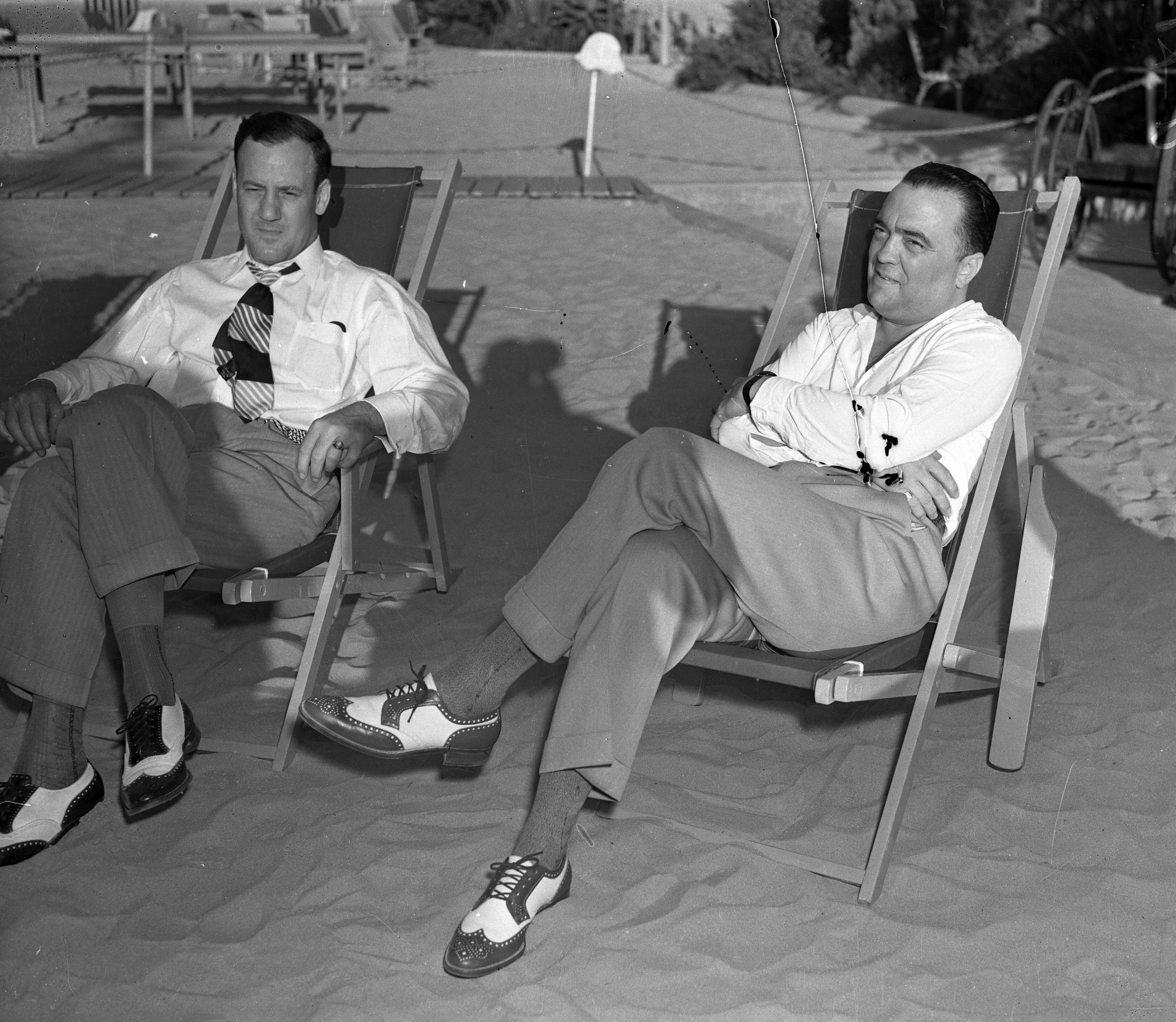
Clyde Tolson (à gauche) et J. Edgar Hoover vers 1939.

Clyde Anderson Tolson, né le 22 mai 1900 à Laredo dans le Missouri et mort le 14 avril 1975 à Washington (district de Columbia) (États-Unis), était le numéro 2 du Federal Bureau of Investigation (FBI). Il était essentiellement responsable du personnel et des questions disciplinaires du Bureau, plutôt que des affaires criminelles. Il est plus connu comme ayant été le protégé - et peut-être l'amant - de J. Edgar Hoover (no 1 du FBI) depuis 1930. Clyde Tolson quitte ses fonctions après la mort d'Hoover en 1972.

## Biographie
Clyde Tolson est né à Laredo dans le Missouri. Après des études au Cedar Rapids Business College dans l'Iowa, il commence sa carrière en tant qu'employé de bureau au sein du Département de la Guerre (« War Department »). De 1919 à 1928, il exerce les fonctions de secrétaire particulier du War Department sous les administrations respectives de Newton D. Boulanger, John W. Semaines et Dwight F. Davis.
Durant cette période, Tolson suit parallèlement des cours à l'université George Washington, et obtient une licence en 1925.
Après avoir tenté d'intégrer le FBI, mais sans succès, il s'y engage en 1927, y voyant une bonne occasion de promotion pour la suite de sa carrière. Après trois années de service au sein des bureaux de Boston et de Washington, Tolson est recruté en tant qu'employé de bureau du Federal Bureau of Investigation, puis promu directeur assistant en 1930.
C'est en 1936 que Clyde Tolson rejoint J. Edgar Hoover pour prendre part à la capture et à l'arrestation d'Alvin Karpis, un brigand notoire. En 1942, il joue un rôle clé dans la capture de saboteurs nazis sur les côtes de Long Island et de Floride. En 1947, il devient le numéro 2 du FBI, s'occupant principalement des tâches administratives et budgétaires.
Du fait de son célibat endurci, il favorise ainsi des rumeurs persistantes qui, depuis les années 1940, laissent entendre qu'il serait homosexuel. Sa collaboration professionnelle et son amitié indéfectible le liant à Hoover, ont laissé supposer qu'ils formaient un couple homosexuel. Il devient également l'héritier de J. Edgar Hoover. Les deux hommes étaient presque constamment ensemble, au travail, passaient des vacances ensemble, déjeunaient et dînaient ensemble presque chaque jour de la semaine.
En 1966, le président Lyndon Johnson lui décerne la médaille du mérite du Service Civil Fédéral. Même après avoir atteint l'âge de la retraite obligatoire en 1970, Clyde Tolson continue de seconder J. Edgar Hoover.
Il devient le directeur par intérim du FBI après la mort d'Edgar Hoover le 2 mai 1972. Il décide cependant de démissionner, remplacé par L. Patrick Gray le jour suivant. Clyde Tolson quitte définitivement le FBI deux semaines plus tard.
J. Edgar Hoover a décrit Clyde Tolson comme étant son alter ego. Le rapport extrêmement proche entre les deux hommes est souvent cité comme une évidence : ils sont amants[réf. nécessaire]. Les employés du FBI, qui le savaient pertinemment, se contentaient de dire que le rapport en question était simplement « fraternel »[réf. nécessaire]. Clyde Tolson et Edgar Hoover étaient chaque matin amenés ensemble par le chauffeur particulier de ce dernier pour se rendre au bureau fédéral.
Clyde Tolson a hérité d'environ 551 000 dollars américains d'Edgar Hoover. Après l'enterrement, il regagne sa maison avec le drapeau américain ayant recouvert le cercueil de Hoover. Il meurt en 1975, et est enterré à quelques mètres de la tombe d'Edgar Hoover au cimetière du Congrès.

## Dans la fiction

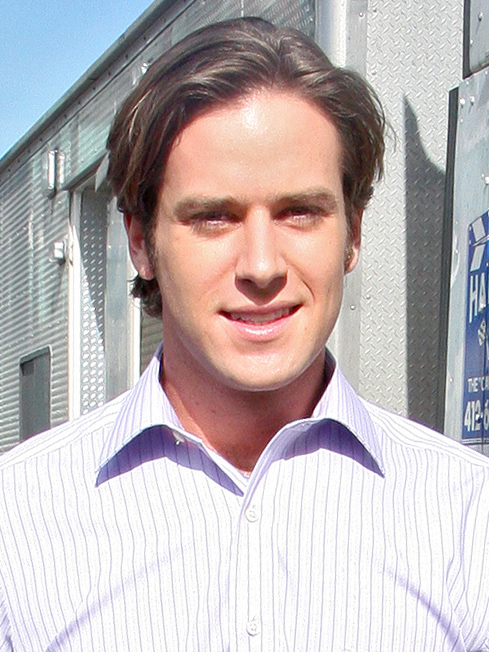
L'acteur Armie Hammer incarne Toldson dans le biopic J. Edgar, de Clint Eastwood.

### Littérature
- La Malédiction d'Edgar  (ISBN 2-07-077379-5), roman de Marc Dugain, est présenté comme les mémoires apocryphes de Clyde Tolson.

### Cinéma
- 1995 : Nixon d'Oliver Stone, interprété par Brian Bedford.
- 2008 : Size Ten or G-Men, court-métrage de Robert L. Goodman, interprété par Jeff Keel.
- 2009 : Public Enemies de Michael Mann, interprété par Chandler Williams.
- 2011 : J. Edgar de Clint Eastwood, interprété par Armie Hammer.

### Télévision
- 1992 : Citizen Cohn, téléfilm de Frank Pierson, interprété par Daniel von Bargen.
- 1997 : Dark Skies : L'Impossible Vérité, série Dark Skies, épisode 12, interprété par Jack Ritschel.
- 2011 : Les Kennedy (The Kennedys), mini-série, épisode 3, interprété par Kevin Jubinville.
- 2013 : La malédiction d'Edgar de Marc Dugain, interprété par Anthony Higgins.